# Patrick Division
Patrick Division var en av fyra divisioner i den nordamerikanska ishockeyligan National Hockey League (NHL) där den först tillsammans med Smythe Division (mellan 1974/75 och 1980/81) bildade Clarence Campbell Conference och sen tillsammans med Adams Division (mellan 1981/82 och 1992/93) bildade Prince of Wales Conference.
Sju gånger blev lag från "Patrick" Stanley Cup-mästare, Philadelphia Flyers vann 1975, New York Islanders vann 1980, 1981, 1982 och 1983 samt Pittsburgh Penguins som vann 1991 och 1992.
Mellan 1975 och 1988 var det bara New York Islanders (6 gånger) och Philadelphia Flyers (8 gånger) som blev divisionsmästare i Patrick Division.
Patrick Division bildades inför säsongen 1974/1975, då "West Division" bytte namn till "Clarence Campbell Conference". Från början innehöll Patrick Division de fyra klubbar Atlanta Flames, New York Islanders, New York Rangers och Philadelphia Flyers, men från och med säsongen 1982/1983 ända fram till dess att divisionen lades ned spelade följande sex lag Patrick Division:
- New Jersey Devils
- New York Islanders
- New York Rangers
- Philadelphia Flyers
- Pittsburgh Penguins
- Washington Capitals

## Divisionsmästare
Divisionsmästare blev det lag som vann sin division under NHL:s grundserie
| - 1975: Philadelphia Flyers - 1976: Philadelphia Flyers - 1977: Philadelphia Flyers - 1978: New York Islanders - 1979: New York Islanders | - 1980: Philadelphia Flyers - 1981: New York Islanders - 1982: New York Islanders - 1983: Philadelphia Flyers - 1984: New York Islanders - 1985: Philadelphia Flyers - 1986: Philadelphia Flyers - 1987: Philadelphia Flyers - 1988: New York Islanders - 1989: Washington Capitals | - 1990: New York Rangers - 1991: Pittsburgh Penguins - 1992: New York Rangers - 1993: Pittsburgh Penguins |

## Patrick Division-titlar
- 8: Philadelphia Flyers
- 6: New York Islanders
- 2: New York Rangers
- 2: Pittsburgh Penguins
- 1: Washington Capitals

## Stanley Cup-mästare från Patrick Division
- 1974/1975 - Philadelphia Flyers
- 1979/1980 - New York Islanders
- 1980/1981 - New York Islanders
- 1981/1982 - New York Islanders
- 1982/1983 - New York Islanders
- 1990/1991 - Pittsburgh Penguins
- 1991/1992 - Pittsburgh Penguins

## Lagen som spelade i Patrick Division
| 1974/75             | 1975/76 | 1976/77 | 1977/78 | 1978/79 | 1979/80             | 1980/81 | 1981/82             | 1982/83           | 1983/84 | 1984/85 | 1985/86 | 1986/87 | 1987/88 | 1988/89 | 1989/90 | 1990/91 | 1991/92 | 1992/93 |
| ------------------- | ------- | ------- | ------- | ------- | ------------------- | ------- | ------------------- | ----------------- | ------- | ------- | ------- | ------- | ------- | ------- | ------- | ------- | ------- | ------- |
| Atlanta Flames      |         |         |         |         |                     |         |                     |                   |         |         |         |         |         |         |         |         |         |         |
|                     |         |         |         |         |                     | Calgary |                     |                   |         |         |         |         |         |         |         |         |         |         |
|                     |         |         |         |         |                     |         |                     | New Jersey Devils |         |         |         |         |         |         |         |         |         |         |
| New York Islanders  |         |         |         |         |                     |         |                     |                   |         |         |         |         |         |         |         |         |         |         |
| New York Rangers    |         |         |         |         |                     |         |                     |                   |         |         |         |         |         |         |         |         |         |         |
| Philadelphia Flyers |         |         |         |         |                     |         |                     |                   |         |         |         |         |         |         |         |         |         |         |
|                     |         |         |         |         |                     |         | Pittsburgh Penguins |                   |         |         |         |         |         |         |         |         |         |         |
|                     |         |         |         |         | Washington Capitals |         |                     |                   |         |         |         |         |         |         |         |         |         |         |

- Atlanta Flames mellan 1974 och 1980
- Calgary Flames mellan 1980 och 1981
- New Jersey Devils mellan 1982 och 1993
- New York Islanders mellan 1974 och 1993
- New York Rangers mellan 1974 och 1993
- Philadelphia Flyers mellan 1974 och 1993
- Pittsburgh Penguins mellan 1981 och 1993
- Washington Capitals mellan 1979 och 1993